# Chimarra uncula
Chimarra uncula är en nattsländeart som beskrevs av Wolfram Mey 1998. Chimarra uncula ingår i släktet Chimarra och familjen stengömmenattsländor. Inga underarter finns listade i Catalogue of Life.